# Coche cama, alojamiento
Coche cama, alojamiento es una película de Argentina en blanco y negro  dirigida por Julio Porter sobre su propio guion según el argumento de Luis Saslavsky y Gilberto Rey que se estrenó el 29 de febrero de 1968 y que tuvo como protagonistas a Javier Portales, Jorge Porcel, Susana Campos y Juan Carlos Altavista.

## Sinopsis
Una compañía de revistas y algunas parejas de enamorados se embarcan en un tren nocturno donde viaja una banda de pistoleros.

## Reparto
- Juan Carlos Altavista … Alberto
- Silvia Balán … Chuchi
- Alfredo Barbieri … Detective Gómez
- Nelly Beltrán … Salustia
- Olinda Bozán … Remedios
- Susana Campos … Gloria
- Carlos Carella … Ñato
- Amparito Castro
- Dolores De Cicco
- Don Pelele … Detective López
- Juan Carlos Dual … Carlos Villar
- Adolfo García Grau … jefe banda
- Maurice Jouvet … Javier
- Jorge Luz … Chumbazo
- Lalo Malcolm … guarda tren
- Elida Marletta … Nené
- Estela Molly … Claudia
- Inés Moreno … Irene
- Osvaldo Pacheco … Zurdo
- Javier Portales … Venancio
- Nathán Pinzón … Lechuza
- Jorge Porcel … Camarero
- Rolo Puente … amigo de recién casados
- Jorge de la Riestra … inspector tren
- Vicente Rubino … Guzmán
- Alberto Irízar … mozo en tren
- Luis García Bosch … Mozo
- Roberto Guthié … Colmillo
- Chico Novarro … cantante
- Marty Cosens … cantante
- Fidel Pintos
- Adriana Tasca
- Humberto de la Rosa
- Mary Marcel
- Eduardo Solar
- Elvia Andreoli … Bailarina
- Julio Porter … Cameo
- Gilberto Rey

## Comentarios
La Prensa escribió:

”Picaresca comicidad que llega directamente al espectador.”

Emilio García Riera opinó en El Excelsior de México:

”Porter traslada el ámbito hotelero a un vagón de ferrocarril para abundar en los recursos que dieran éxito a las cintas de Tinayre y Ayala.”

Manrupe y Portela escriben:

”Típica película de encuentros y desencuentros donde los personajes se mueven en pasillos angostos y espacios diminutos.”